# Calata
Calata — taniec starowłoski (z początku XVI wieku), występujący w muzyce lutniowej. Pojawia się m.in. w Intavolatura de lauto Oktawiana Petrucciego.